# Gervasio Méndez
Gervasio Bibiano Méndez (Gualeguaychú, Entre Ríos, Argentina, 2 de diciembre de 1843 - Buenos Aires, Argentina, 18 de abril de 1897) fue un poeta, periodista, comerciante y militar argentino.
Junto a Olegario Andrade y Luis N. Palma forma el trío de grandes poetas que dan a Gualeguaychú la fama de "Ciudad de los poetas".

## Biografía
Era hijo de Gervasio Méndez Casariego y Ambrosia de León, esta última descendiente de Juan Agustín de León, uno de los fundadores de Gualeguaychú.
Su familia era de escasos recursos, por lo que tuvo que trabajar desde temprana edad y no pudo cursar sus estudios regularmente. A los 16 años comienza a escribir poemas y prosa. A los 20 ya colaboraba ( junto a Emilio Onrubia, Manuel Olazábal y Laurindo Lafuente) con el periódico La Democracia, de esa época data “A María”, uno de sus poemas más conocidos. 
En 1870, ingresa al Batallón "15 de abril", una milicia formada por los gualeguaychenses para enfrentar la rebelión del Gral. López Jordán y defender la memoria del General Justo Jose de Urquiza, asesinado por Lopez Jordan en 1870. La milicia es asimilada al Ejército Nacional y actúa numerosos hechos bélicos. Al final de la contienda Gervasio revistaba como capitán.
Al poco tiempo empieza a sufrir la parálisis progresiva que lo atormentará hasta la muerte. Se traslada a Buenos Aires (donde vivirá muchos años bajo el amparo de su hermana Inés Méndez de Cufré)  en busca de tratamiento y allí se hace de varios amigos: Carlos Guido Spano, Joaquín V. González, Rafael Obligado, Martín Coronado, Horacio Mendizábal, Olegario Andrade, entre otros.
Con el tiempo y pese a su estado, su fama aumenta en Buenos Aires. Durante 1878, ya postrado, funda la revista “El Álbum del Hogar”. A principios del mismo año lo visita Bartolomé Mitre y Vedia, en nombre de la comisión popular que impulsaba la repatriación de los restos de José de San Martín y le encarga un poema alusivo, a lo que el poeta, en principio se niega, aunque termina cediendo cuando Mitre se compromete a declamar él mismo el escrito. El 28 de mayo de 1878 “A San Martín”, es leído por Bartolomé Mitre y Vedia en el viejo Teatro Colón y causa enorme impacto. Los días siguientes todo Buenos Aires hablaría de Gervasio Méndez.
| "¡No podía morir, cupo en la tumba la gigantesca talla de su cuerpo. ¡Para encerrar su nombre y su memoria, el hogar de la muerte era pequeño! ¡No cabía su espíritu grandioso En la mansión eterna del silencio!…" —“A San Martín” |

Más allá de la fama y  aunque continúa escribiendo, el poeta continuará su vida recluido hasta la muerte, solo sale de su casa en 1882, para asistir al funeral de su amigo Andrade. Rubén Darío, tras tomar contacto con su obra y conocer las circunstancias de la vida de Méndez escribe “Baudelaire entristece, Heine da pena, Méndez espanta”.
Gervasio Méndez fue un personaje romántico durante auge del romanticismo. Sus versos fueron muy famosos y no era extraño que se recitaran en diferentes situaciones de la vida social de la época.
Gervasio Méndez falleció en Buenos Aires el 18 de abril de 1897 y sus restos están en Gualeguaychú desde 1943.

## Obras
1976 - Poesías, Ed. La Imprenta, Buenos Aires.
1977 - Poesías (2.ª Edición), Ed. La Imprenta, Buenos Aires.
1898 - Poesías (Reedición aumentada), Comp. Sud-Americana de Billetes del Banco, Buenos Aires. (No se respeta la cantidad ni el orden de los poemas que integran las primeras dos ediciones de Poesías).
1922 - Poesías Completas, Ed. Claridad, Buenos Aires. (El volumen no constituye ninguna "completud", puesto que son más los poemas removidos en relación con todas las publicaciones previas).
2022 - Un náufrago en el mundo, Rodolfo A. García Editora. Gualeguaychú, Entre Ríos. (El volumen contiene una reimpresión facsimilar de la 2.ª edición de Poesías).